# Van Mahotsav
Van Mahothsav ("Festival del Bosque") es un celebración anual de una semana de duración que consiste en plantar árboles y se festeja en la primera semana de julio en India.

## Significado
Es un gran festival tradicional indio que refleja la cultura y el patrimonio para honrar y amar a la madre tierra plantando árboles, al crear conciencia sobre la belleza de la naturaleza y fomentar un entorno para promover el concepto de reducir, reutilizar y reciclar. 
Las palabras “Van” y “Mahotsav” derivan del idioma sánscrito. “Van”, que también se puede escribir como “Vana”, se refiere a “Bosque”, y “Mahotsav” es una combinación de “Maha”, que significa grande, y “Utsav”, que significa festival. 
Así, el significado literal de “Van Mahotsav” se puede deducir como “Un gran festival forestal”, evento en que la comunidad india celebra en todo el mundo y cuyo tema central es la plantación de árboles.

## Objetivos
En general, Van Mahotsav es una ocasión importante para crear conciencia sobre los beneficios de los árboles y alentar a las personas a ser más activas en los esfuerzos de conservación del medio ambiente. Al plantar más árboles, podemos ayudar a mitigar el impacto del cambio climático, proteger el medio ambiente y promover el bienestar humano. Esta idea de reducir, reutilizar y reciclar se correlaciona directamente con la contribución para responder al calentamiento global y fomentar la naturaleza. Celebrar este festival está directamente relacionado con contribuir significativamente al aumento de la vegetación de la India y del mundo entero.
Galería

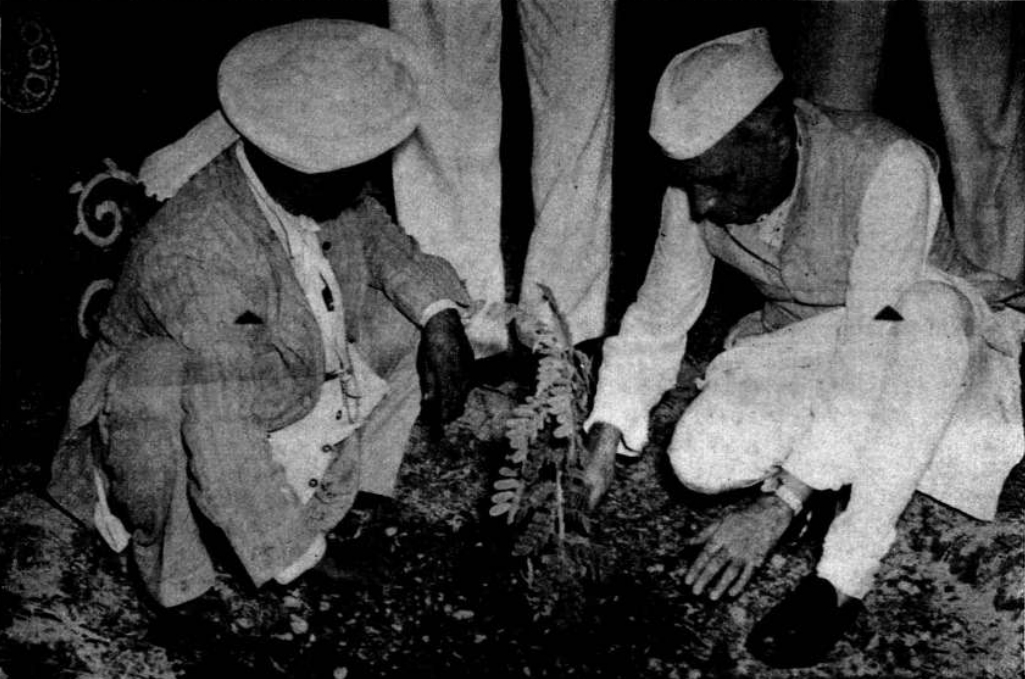
Nehru plantando un árbol en Purana Qila el 20 de julio de 1947.
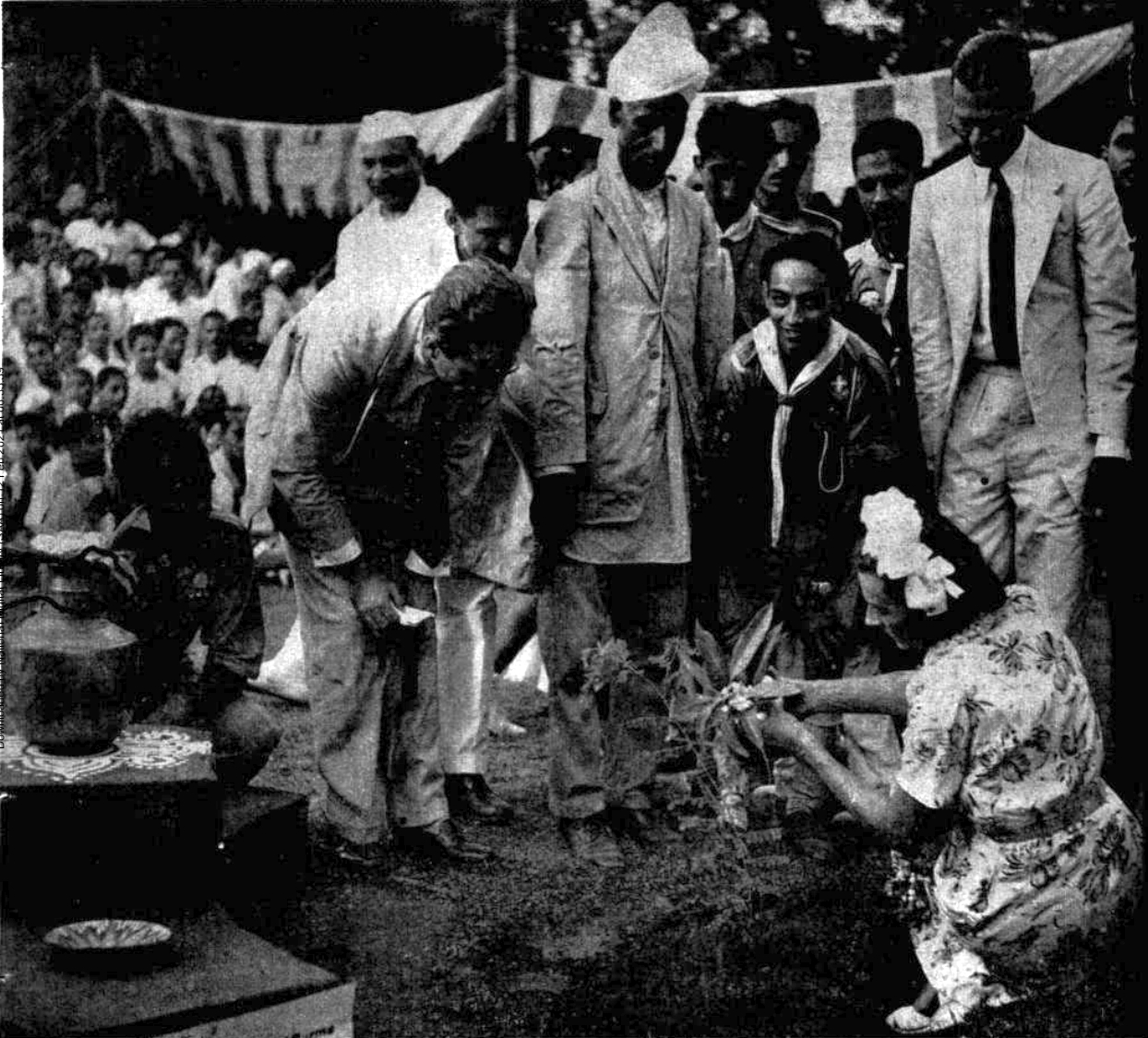
Lady Mountbatten plantando un árbol en Qutub Minar.
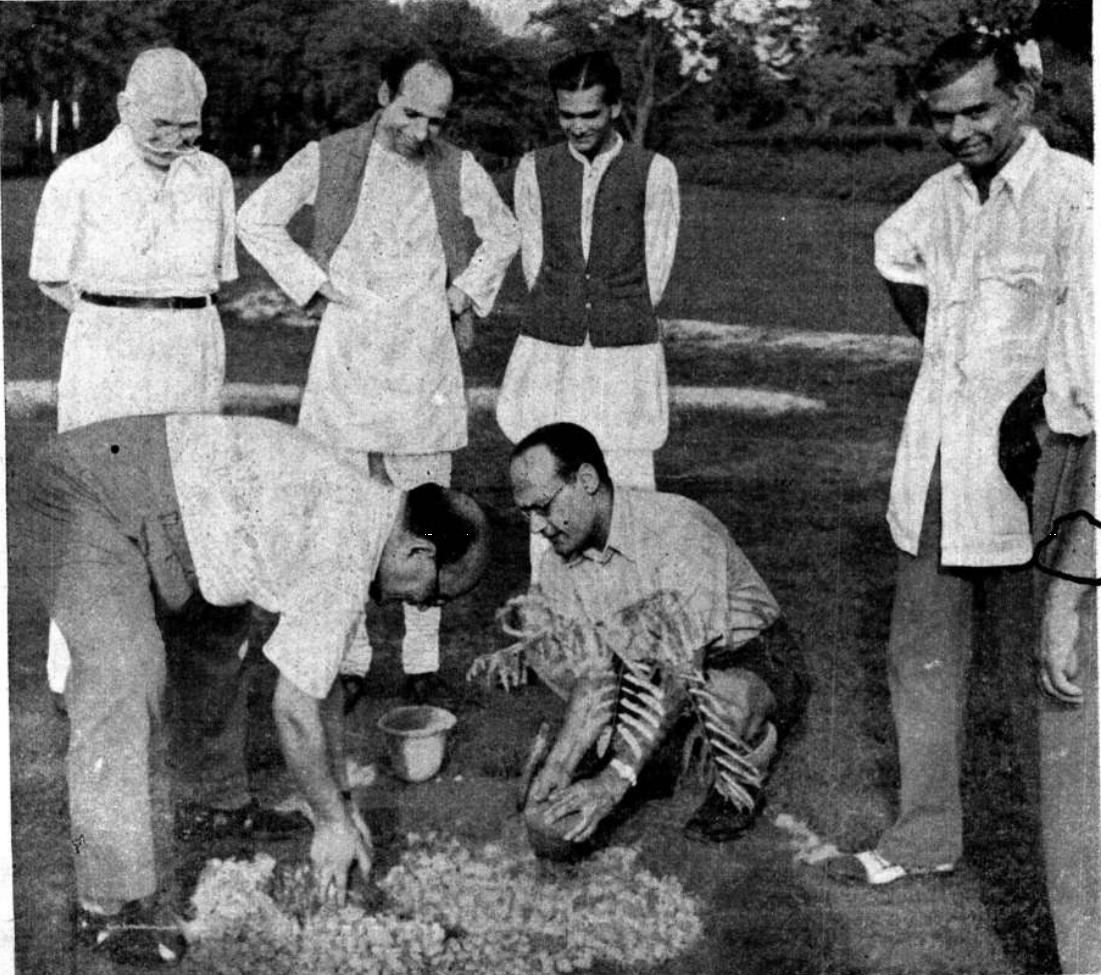
MS Randhawa plantando un árbol en Delhi.